# Losantville
Losantville és una població dels Estats Units a l'estat d'Indiana. Segons el cens del 2000 tenia 280 habitants.

## Demografia
Segons el cens del 2000, Losantville tenia 280 habitants, 115 habitatges, i 76 famílies. La densitat de població era de 600,6 habitants/km².
Dels 115 habitatges en un 32,2% hi vivien nens de menys de 18 anys, en un 53% hi vivien parelles casades, en un 9,6% dones solteres, i en un 33,9% no eren unitats familiars. En el 28,7% dels habitatges hi vivien persones soles el 14,8% de les quals corresponia a persones de 65 anys o més que vivien soles. El nombre mitjà de persones vivint en cada habitatge era de 2,43 i el nombre mitjà de persones que vivien en cada família era de 3,03.
Per edats la població es repartia de la següent manera: un 29,6% tenia menys de 18 anys, un 7,5% entre 18 i 24, un 26,1% entre 25 i 44, un 20,7% de 45 a 60 i un 16,1% 65 anys o més.
L'edat mediana era de 34 anys. Per cada 100 dones de 18 o més anys hi havia 87,6 homes.
La renda mediana per habitatge era de 30.000$ i la renda mediana per família de 36.250$. Els homes tenien una renda mediana de 32.222$ mentre que les dones 21.607$. La renda per capita de la població era de 12.885$. Entorn del 16% de les famílies i el 15,8% de la població estaven per davall del llindar de pobresa.

## Poblacions més properes
El següent diagrama mostra les poblacions més properes.